# Paul Butterfield

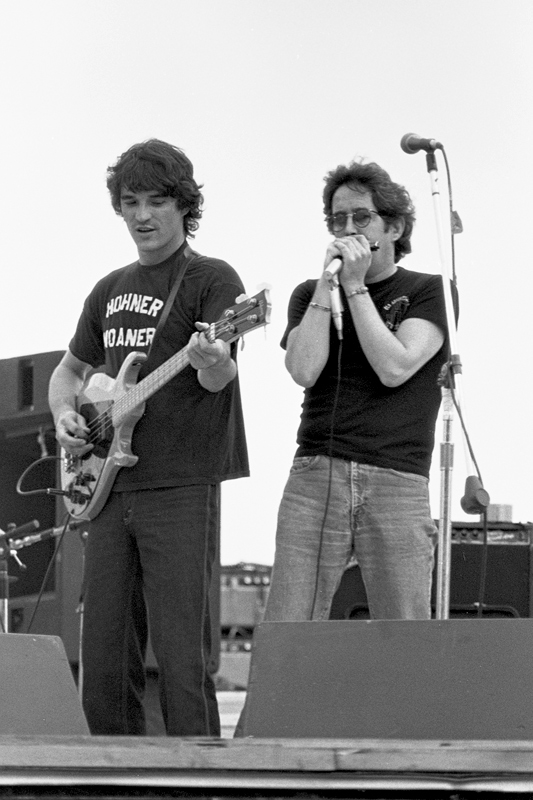
Paul Butterfield (r.) mit Rick Danko, Woodstock Reunion, 1979

Paul Butterfield (* 17. Dezember 1942 in Chicago, Illinois; † 4. Mai 1987 in Hollywood) war ein US-amerikanischer Bluesmusiker. Er gilt als einer der besten und einflussreichsten weißen Mundharmonikaspieler.

## Wirken
Butterfield spielte Blues Harp und arbeitete zusammen mit den schwarzen Bluesgrößen Muddy Waters, Howlin’ Wolf, Little Walter und James Cotton.
Mit der von ihm 1965 gegründeten The Butterfield Blues Band, der u. a. Mike Bloomfield angehörte, wurde er zum führenden Interpreten des weißen Chicago-Blues. Mit der Verwendung elektrischer Instrumente sorgte die Band im gleichen Jahr auf dem Newport Folk Festival für einen Skandal und schockte die Anhänger des traditionellen Folk. Teile der The Butterfield Blues Band spielten auch als Begleitband beim Auftritt Bob Dylans auf dem Newport Folk Festival, da Bloomfield Dylan auch bei den Aufnahmen zu Like a Rolling Stone unterstützt hatte.
The Butterfield Blues Band nahm unter anderem 1967 am Monterey Pop Festival und 1969 am Woodstock-Festival teil.
Butterfield spielte nicht mehr nur den klassischen Blues, er verwendete auch Elemente anderer Musikrichtungen, wie Jazz oder asiatische Klänge. 1972 benannte sich The Butterfield Blues Band, die längst nicht mehr nur Blues spielte, in Better Days um.
Butterfield, der nun in Woodstock lebte, fand sich zusammen mit Mike Bloomfield und Musikern der Woodstocker Szene unter dem Namen Fathers And Sons zu einem Projekt einer gemeinsamen Plattenaufnahme zusammen.
Nach der Auflösung der Better Days verfiel Butterfield immer mehr dem Alkohol.
1976 spielte er auf dem Abschiedskonzert The Last Waltz von The Band.
Am 15./16. September 1978 spielte er mit seiner Band in der 3. Rockpalast Nacht des WDR in der Grugahalle Essen. Das Konzert wurde europaweit live parallel in Radio und Fernsehen übertragen.
1986 zog er nach Los Angeles um. Drei Wochen nach seinem letzten Auftritt mit B. B. King, Albert King und Eric Clapton in Los Angeles verstarb der alkohol- und drogenabhängige Musiker am 4. Mai 1987.
2006 wurde Paul Butterfield in die Blues Hall of Fame aufgenommen.

## Diskographie
| - 1965: The Paul Butterfield Blues Band – The Paul Butterfield Blues Band - 1966: The Butterfield Blues Band – East-West - 1967: The Butterfield Blues Band – The Resurrection of Pigboy Crabshaw - 1968: The Butterfield Blues Band – In My Own Dream - 1969: The Butterfield Blues Band – Keep On Moving - 1970: The Butterfield Blues Band – Live - 1971: The Butterfield Blues Band – Sometimes I Just Feel Like Smilin' - 1972: The Paul Butterfield Blues Band – An Offer You Can't Refuse - 1972: The Paul Butterfield Blues Band – Golden Butter (The Best of…) - 1973: Paul Butterfield's Better Days – Better Days - 1973: Paul Butterfield's Better Days – It All Comes Back - 1976: Paul Butterfield – Put It In Your Ear - 1981: Paul Butterfield – North South - 1986: Paul Butterfield – The Legendary Paul Butterfield Rides Again - 1995: The Paul Butterfield Blues Band – The Original Lost Elektra Sessions - 1995: Paul Butterfield Blues Band – Strawberry Jam - 1996: Paul Butterfield Blues Band – East-West Live - 1997: The Paul Butterfield Blues Band – An Anthology: The Elektra Years - 2010: Paul Butterfield – Live At Rockpalast - 2013: The Butterfield Blues Band – Live Vol. 2 - 2015: Paul Butterfield – Complete Albums 1965–1980 (14-CD-Box) - 2016: The Paul Butterfield Blues Band – Unicorn Coffee House '66 - Paul Butterfield Band – Rockpalast: The DVD Collection – Blues Rock Legends Vol. 2 (1978) - The Band / Paul Butterfield Last Waltz (1978) - Martin Scorsese Presents The Blues (2003) Paul Butterfield / Corey Harris / Skip James / J. B. Lenoir / Ma Rainey / Johnny Shines | - John Mayall – Hard Road (1967) - Muddy Waters – Fathers and Sons (1969) - Bonnie Raitt – Give It Up (1972) - Muddy Waters – Muddy & The Wolf (1974) - Maria Muldaur – Waitress In A Donut Shop (1974) - Muddy Waters – Woodstock Album (1975) - Bonnie Raitt – Glow (1979) - Foghat – Zig-Zag Walk (1983) Remastered - Little Mike & The Tornadoes – Heart Attack (1990) - Muddy Waters – Chess Box (1990) - Mike Bloomfield – Don't Say That I Ain't Your Man: Essential Blues 1964–1969 (1994) - Muddy Waters – Anthology: 1947–1972 (2001) - John Mayall – As It All Began: The Best Of John Mayall & The Bluesbreakers 1964–1969 (1998) - Hoyt Axton – Rustyold Halo/Where Did The Money Go (1998) - Hoyt Axton – Gotta Keep Rollin': The Jeremiah Years 1979–1981 (1999) - The Band – Last Waltz (2002) Box-Set - Rough Guide To Chicago Blues (2003) - Come To The Mountain: Old Time Music For Modern Times (2005) - Rick Danko – Cryin' Heart Blues (2005) - James Cotton – V-8 Ford Blues (2005) - Levon Helm – Live At The Palladium NYC, New Years Eve 1977 (2006) - Ivan Rebroff – Le Meilleur (2007) - Stevie Ray Vaughan – Solos, Sessions & Encores (2007) - Levon Helm – Levon Helm & The RCO All-Stars: American Son (2008) |